# Filmen der døde
Filmen der døde er en dansk dokumentarfilm fra 1999 med instruktion og manuskript af Peter Bay.

## Handling
Peter Bay forsøgte i 2 år at lave spillefilmen Jonas & Nilfisken. Det lykkedes ikke. Nogle scener blev optaget, og instruktøren kæmpede så i lang tid for at gøre filmen færdig. Men producenterne troede ikke på den, og en dag måtte instruktøren give op. Han har nu i stedet lavet filmen om filmen der døde, og præsenterer sig selv som en penis-fikseret instruktør med en god idé til, hvad en støvsuger kan bruges til.